# 아크로티리 (산토리니섬)

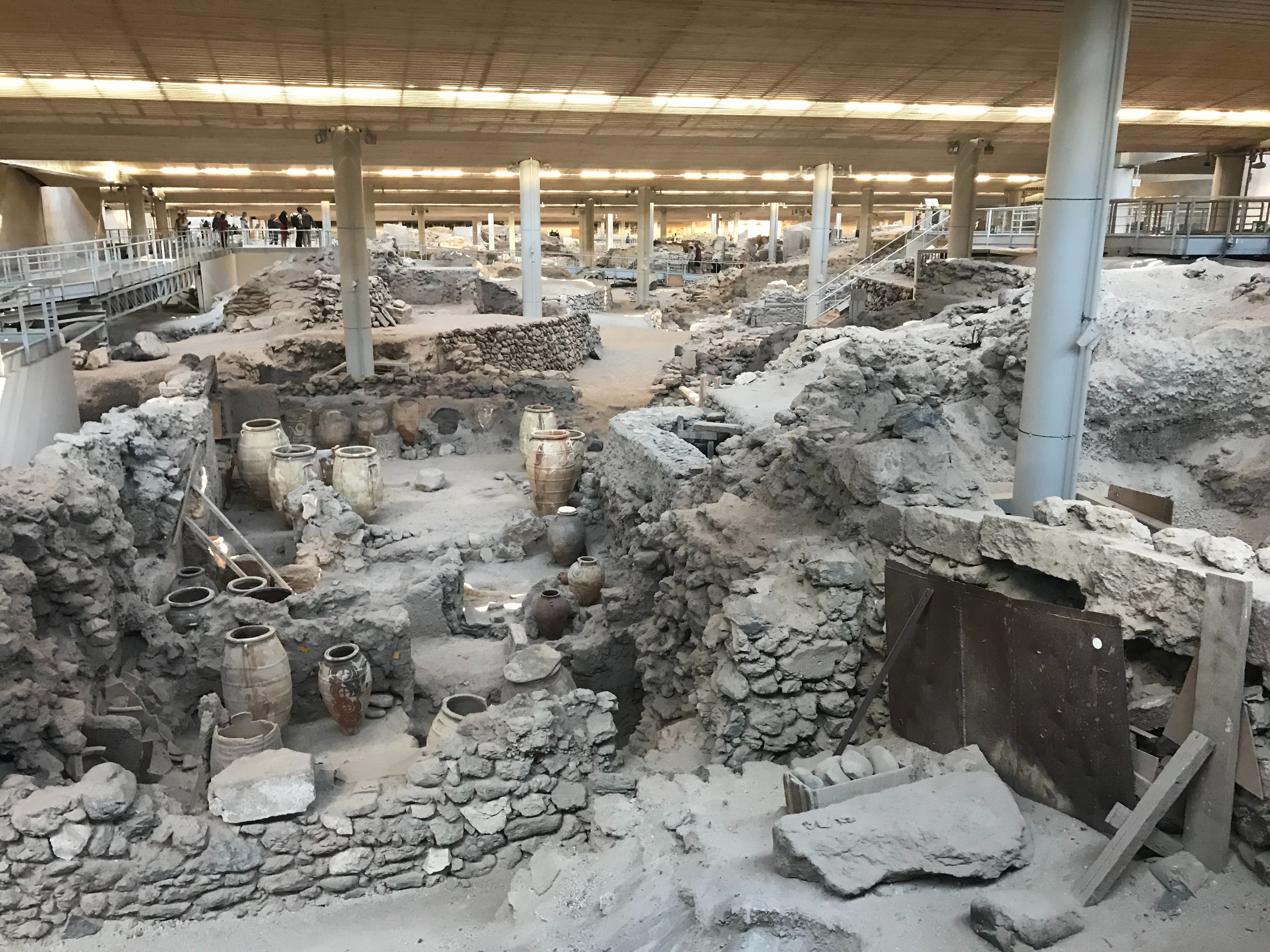
아크로티리

아크로티리(그리스어: Ακρωτήρι)는 그리스의 화산섬 산토리니섬에 있던 키클라데스 청동기 시대의 고대 정착지였다.
정착촌은 기원전 16세기에 티라 분화로 파괴되었으며, 화산재에 묻혀서 프레스코화되어 많은 유물과 예술품이 보존되었다. 아크로티리는 1867년부터 발굴되었다.